# Etiquetadora

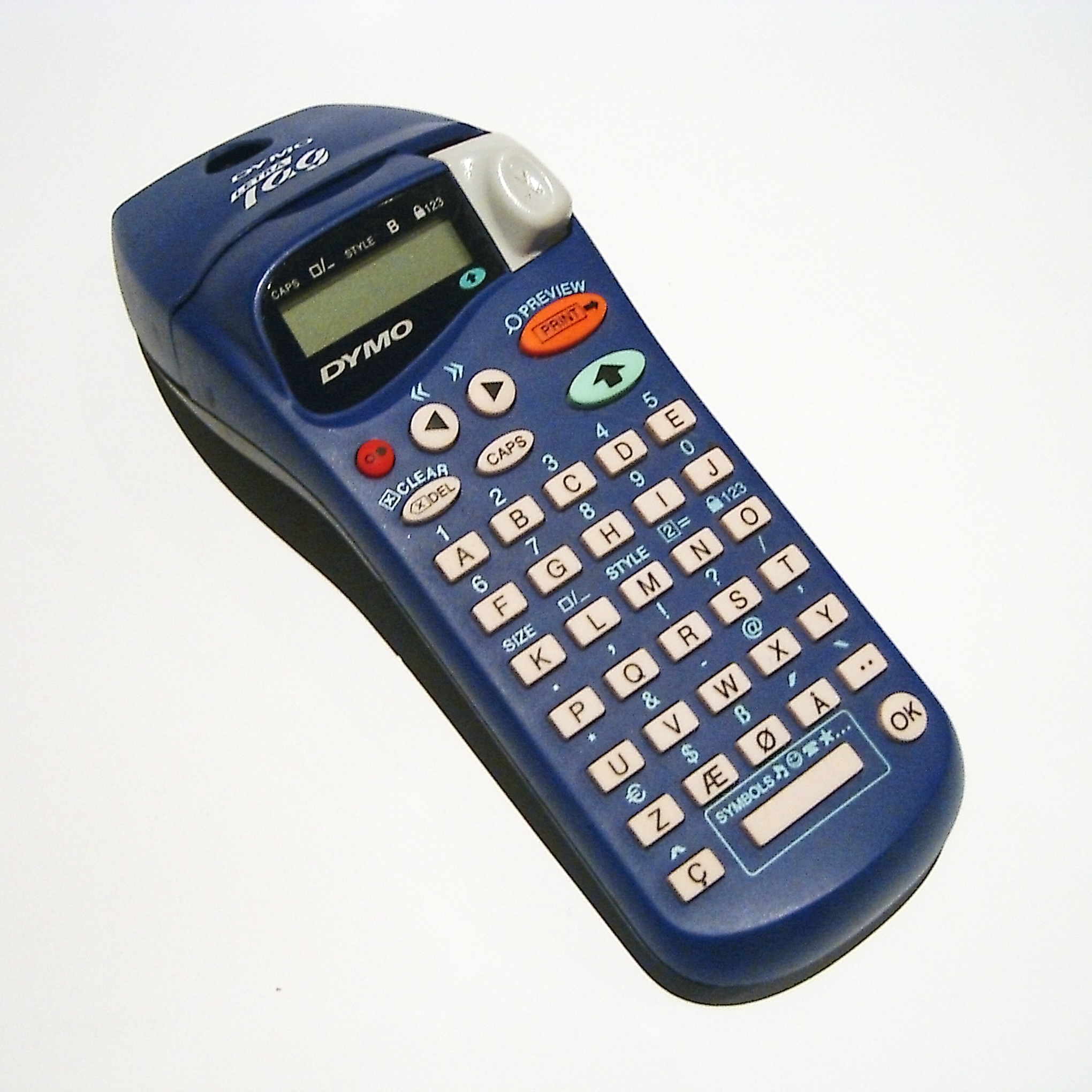
Una etiquetadora Dymo.

Una etiquetadora és una màquina portàtil per crear etiquetes. Generalment s'imprimeix en etiquetes autoadhesives i/o en cartolina (etiquetes). Brother: El 1988, el grup japonès Brother es va llançar als sistemes de gestió de documents inventant un dispositiu únic, el P-Touch PT-6, que era una màquina etiquetadora portàtil que utilitzava un procés tèrmic per a l'etiquetatge.

## Mecanismes

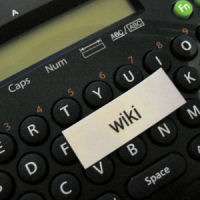
Una etiquetadora electrònica, que mostra botons, una pantalla LCD i un exemple d'etiqueta tèrmica

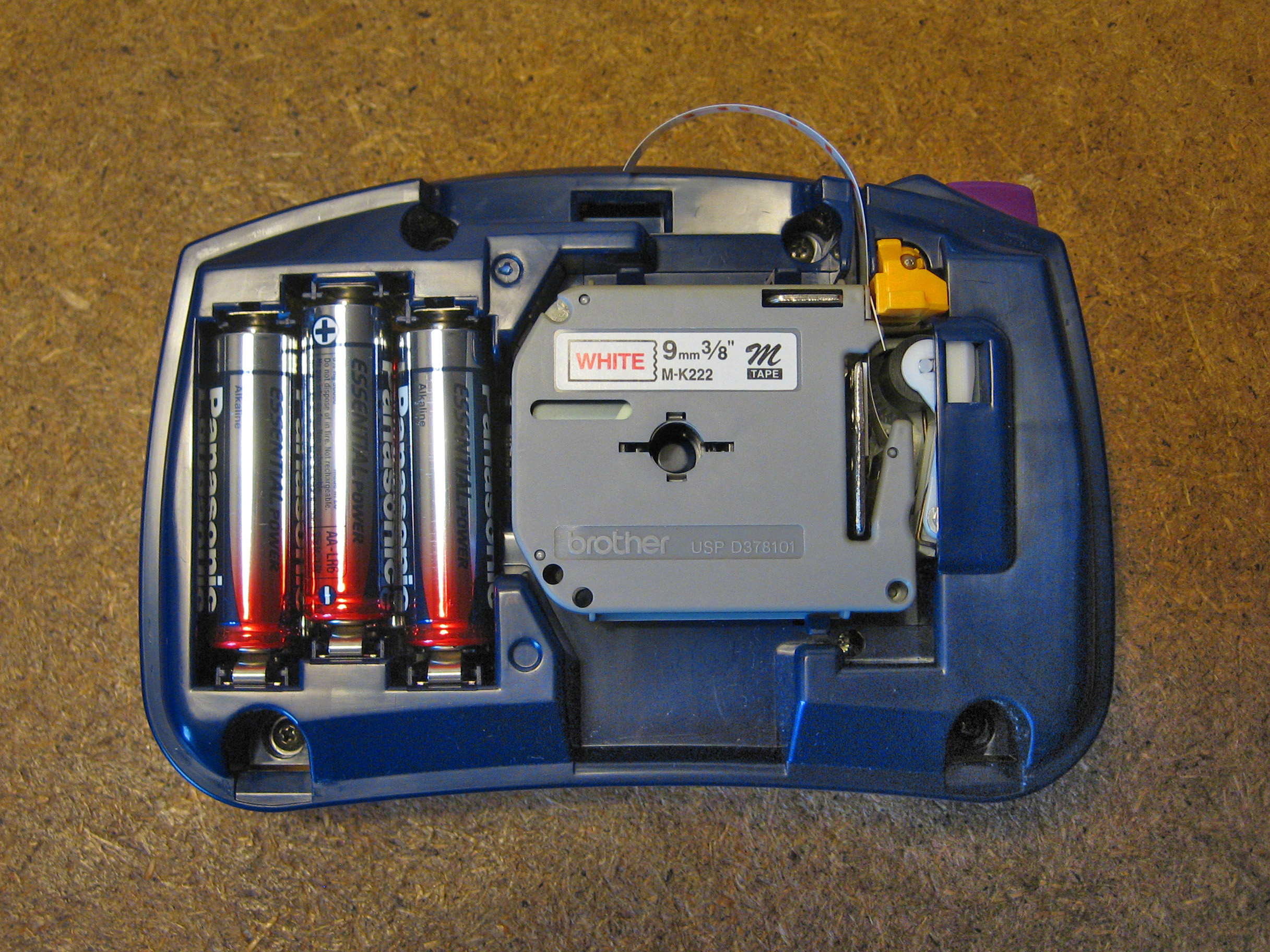
S'ha retirat la coberta posterior per mostrar el mecanisme que inclou el cartutx de cinta i el camí d'alimentació

Les etiquetadores són diferents de les impressores normals perquè han de tenir mecanismes d'alimentació especials per manejar el paper enrotllat o el paper de full (plegat en ventall). La connectivitat habitual per a etiquetadores inclou sèrie RS-232, bus sèrie universal (USB), paral·lel, Ethernet i diversos tipus de connexió sense fil. Les etiquetadores tenen una gran varietat d'aplicacions, com ara la gestió de la cadena de subministrament, el marcatge de preus al detall, les etiquetes d'embalatge, el marcatge de mostres de sang i de laboratori .
Les etiquetadores utilitzen una àmplia gamma de materials d'etiquetes, com ara paper i materials de polímer sintètic ("plàstic"). També s'utilitzen diversos tipus de mecanismes d'impressió, incloent làser i impacte, però els mecanismes d'impressió tèrmica són probablement els més comuns. Hi ha dos tipus comuns d'impressora tèrmica.
Les impressores tèrmiques directes utilitzen paper sensible a la calor (similar al paper de fax tèrmic). Les etiquetes tèrmiques directes tendeixen a esvair-se amb el temps (normalment entre 6 i 12 mesos) ; quan s'exposa a la calor, la llum solar directa o els vapors químics, la vida s'escurça. Per tant, les etiquetes tèrmiques directes s'utilitzen principalment per a aplicacions a curt termini, com ara etiquetes d'enviament.
D'altra banda, les impressores de transferència tèrmica utilitzen la calor per transferir la tinta de la cinta a l'etiqueta per a la impressió permanent. Algunes impressores de transferència tèrmica també són capaços d'impressió tèrmica directa. L'ús d'un vinil de PVC pot augmentar la longevitat de la vida útil de l'etiqueta, tal com es veu en els marcadors de canonades i les etiquetes de seguretat industrial que es troben a gran part del mercat actual.
Hi ha tres graus de cinta per utilitzar amb impressores de transferència tèrmica. La cera és la més popular amb certa resistència a les taques i és adequada per a etiquetes de paper mat i semibrillant. La cera/resina resisteix les taques i és adequada per a paper semibrillant i algunes etiquetes sintètiques. La resina sola és resistent a les ratllades i als productes químics, apta per a etiquetes sintètiques recobertes.
Quan s'imprimeix amb etiquetes contínues, la ubicació d'impressió tendeix a canviar lleugerament d'etiqueta a etiqueta. Per garantir l'alineació de l'àrea d'impressió amb el suport de destinació, moltes etiquetadores utilitzen un sensor que detecta un buit, una osca, una línia o una punxada entre les etiquetes. Això permet a la impressora ajustar l'entrada de material d'etiquetes perquè la impressió s'alinei correctament amb el suport.

## Tipus
Una impressora d'etiquetes amb teclat i pantalla integrats per a ús autònom (no connectada a un ordinador separat), normalment es coneix genèricament com a etiquetadora, però n'hi ha de diferents tipus. Les capacitats de les etiquetadores varien entre els models domèstics, empresarials i industrials.

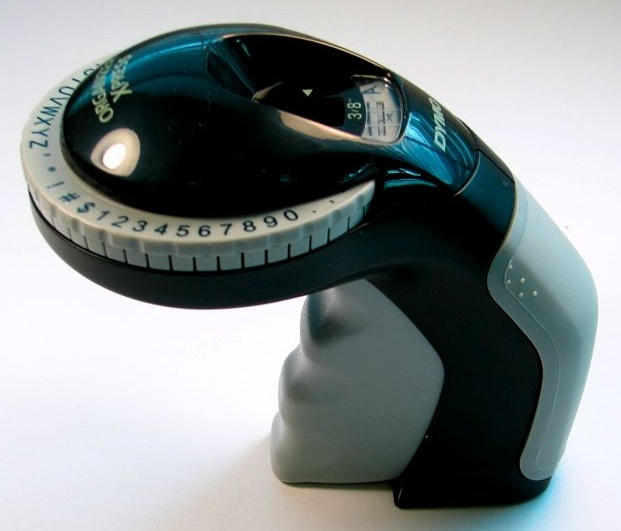
Etiquetadora en relleu Dymo

### Etiquetadora personal
Es tracta de petits dispositius portàtils dissenyats per ser utilitzats a les llars. El cost d'aquestes impressores sol ser molt baix, cosa que les fa populars entre els usuaris de baix volum ; però imprimeixen en cintes especials, sovint tèrmiques, que solen ser cares. Antigament, eren habituals els sistemes mecànics que funcionaven gravant una tira de plàstic de colors, anomenada tira de relleu. Un martell en forma de lletra va provocar una extrusió en forma de lletra al costat oposat de la cinta. El plàstic aixecat s'esvairia, proporcionant un contrast visual. Avui en dia, aquest tipus ha estat gairebé completament substituït per dispositius electrònics de transferència tèrmica amb teclat i pantalla integrats, i un cartutx integrat que conté el material de l'etiqueta (i cinta d'impressió, si escau).

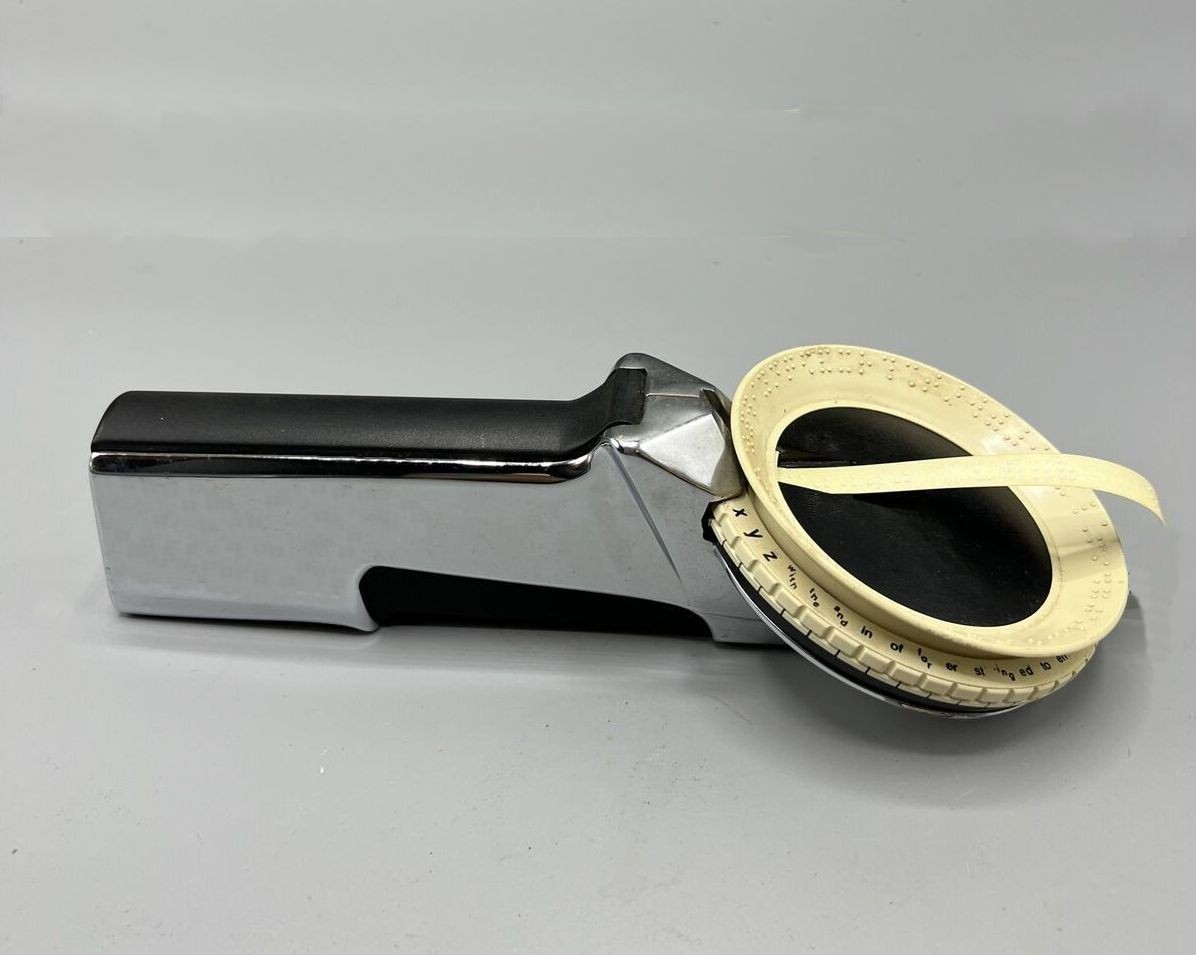
Etiquetadora amb relleu en braille

### Etiquetadora braille
També hi ha etiquetes braille portàtils, fetes per diversos fabricants, Dymo, Scotch, Reizen. utilitzen la mateixa mecànica i bandes que les lletres normals però amb una roda de braille, i són molt convenients per als cecs a la feina i a l'escola o a casa. També permeten l'ús de cinta d'etiquetatge d'alumini, que està especialment dissenyada per utilitzar-se amb pissarres braille, es pot enganxar fàcilment a les superfícies a etiquetar, sent més dura que el vinil.
Característiques: Per raó del mètode utilitzat per al relleu, les lletres només podien ser blanques. De vegades, el suport adhesiu de la cinta es pot debilitar, especialment quan entra en contacte amb líquids o pols. La cinta és més rígida que la majoria dels altres materials d'etiquetatge i pot saltar si l'objecte etiquetat es doblega o sota la força de la seva curvatura original.

### Etiquetadora d'oficina

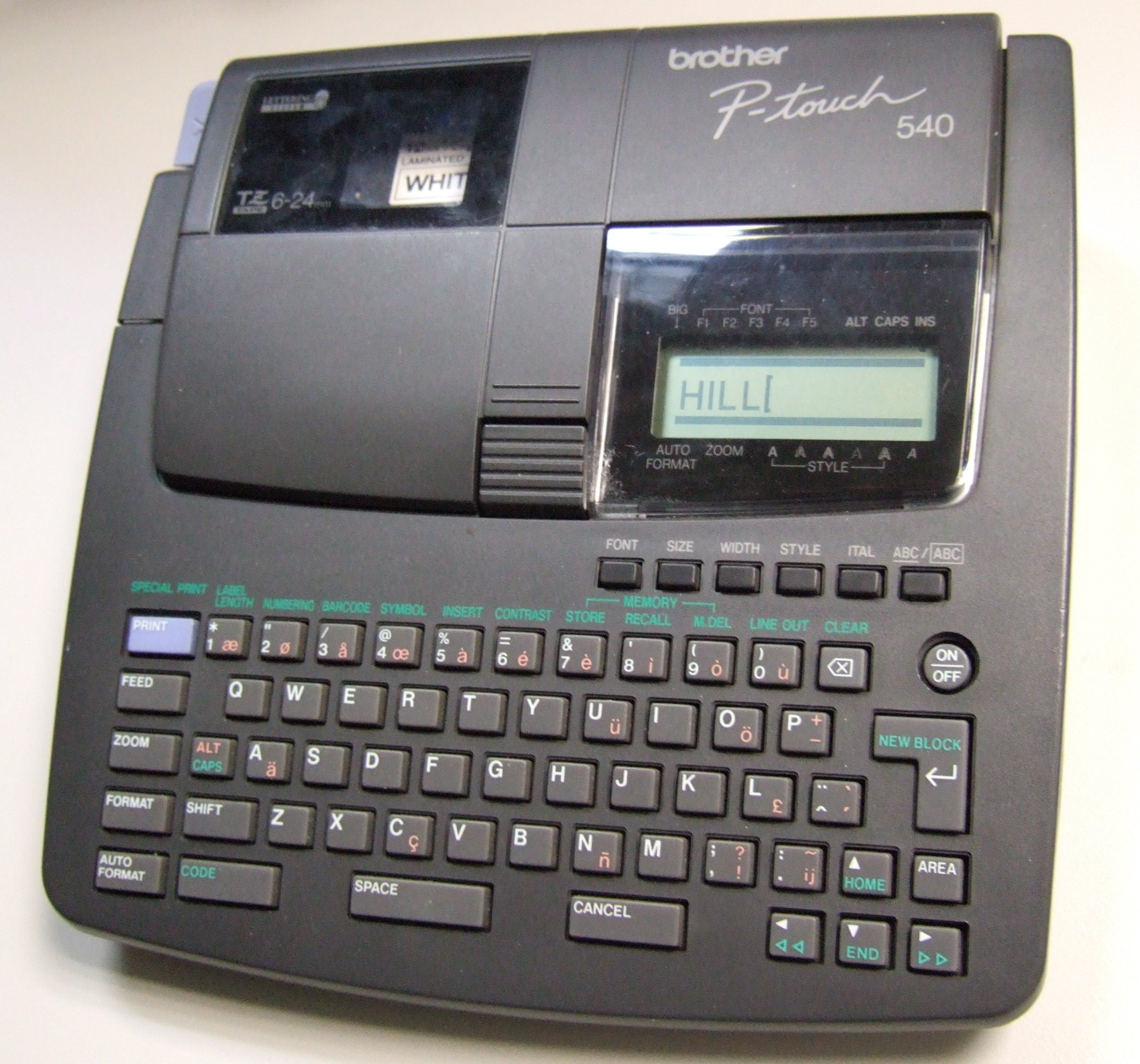
Impressora d'etiquetes Brother P-Touch 540

Els dispositius portàtils d'oficina són petits dispositius destinats a oficines i petites empreses. En general, estan dissenyats per a un ús lleuger a mitjà amb un rotlle de fins a 100 mil·límetres (4 polzades) d'ample. Són tranquils i econòmics. Les etiquetadores comercials solen contenir un rotlle més gran de material de fins a 200 mil·límetres (8 polzades) d'ample i són adequades per a la impressió de volum mitjà.

### Etiquetadora industrial
Una etiquetadora industrial és una màquina dissenyada per simplificar el procés d'eliminació d'una etiqueta del seu revestiment o cinta de suport destinada a aplicar etiquetes als paquets en grans quantitats.

### Etiquetadora +RFID
Es tracta d'etiquetadores especialitzades que imprimeixen i codifiquen simultàniament en transponders RFID (etiquetes) encaixats en paper o materials sintètics imprimibles. Les etiquetes RFID han de tenir informació impresa per a la compatibilitat amb els sistemes de codis de barres, de manera que els usuaris humans puguin identificar l'etiqueta.

## Galeria

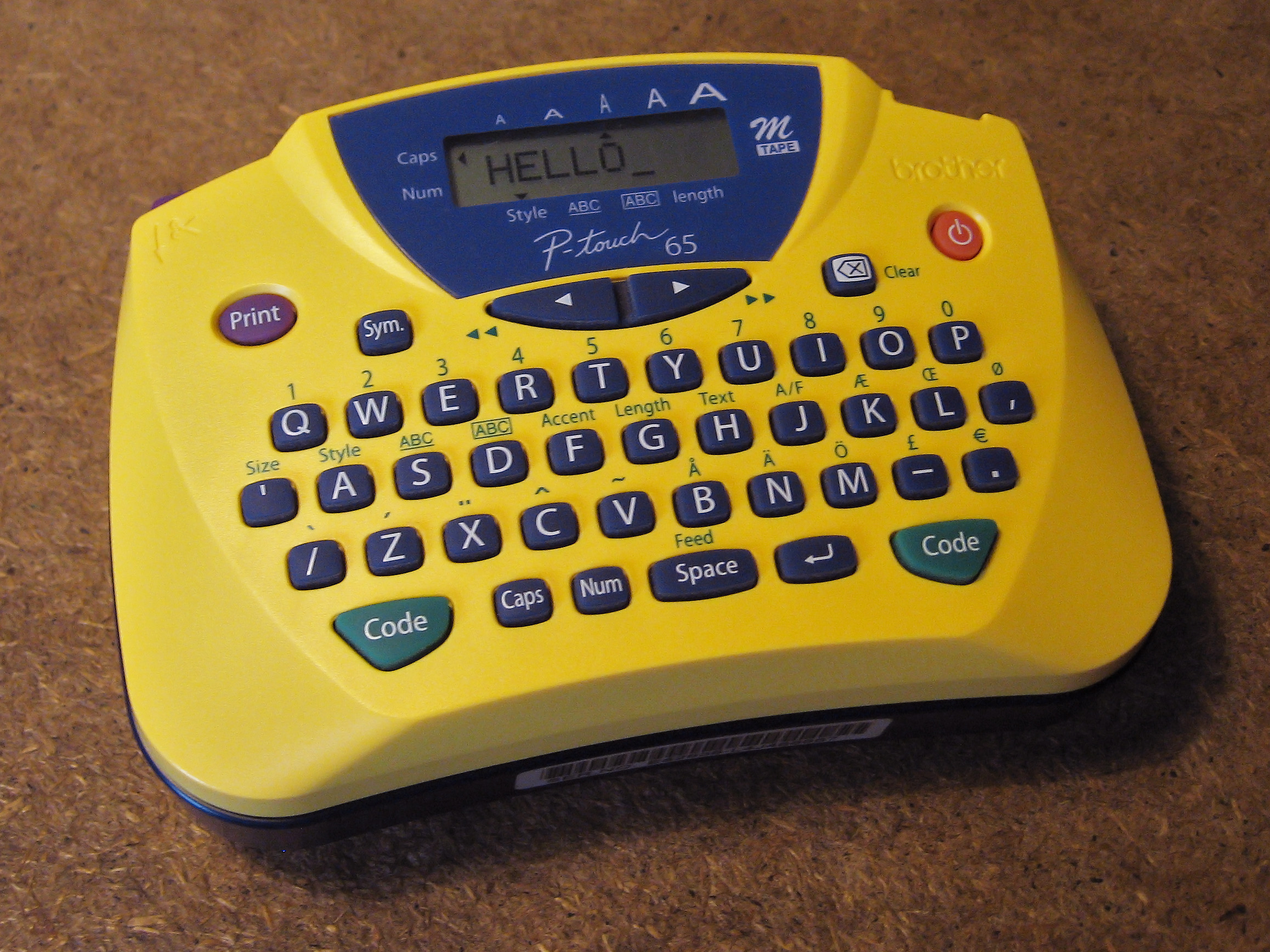
Tauler de control d'un fabricant d'etiquetes de gamma baixa típica (al voltant de 2005) que mostra la pantalla LCD
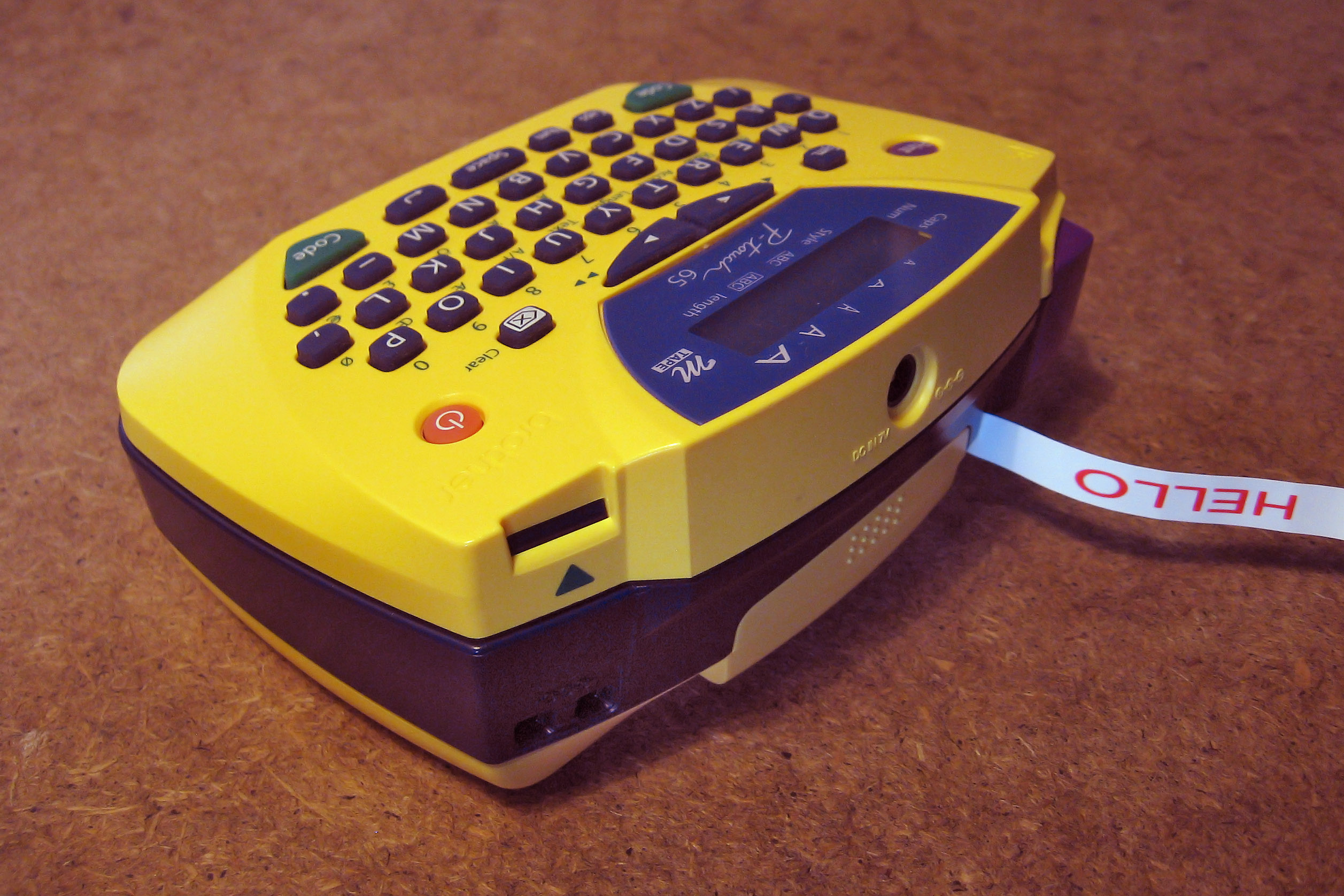
Les etiquetes apareixen a la part posterior. El dispositiu inclou un mecanisme de tall (botó morat, posterior dreta) i un stripper (posterior esquerra)

## Aplicadors d'etiquetes

### Manuals

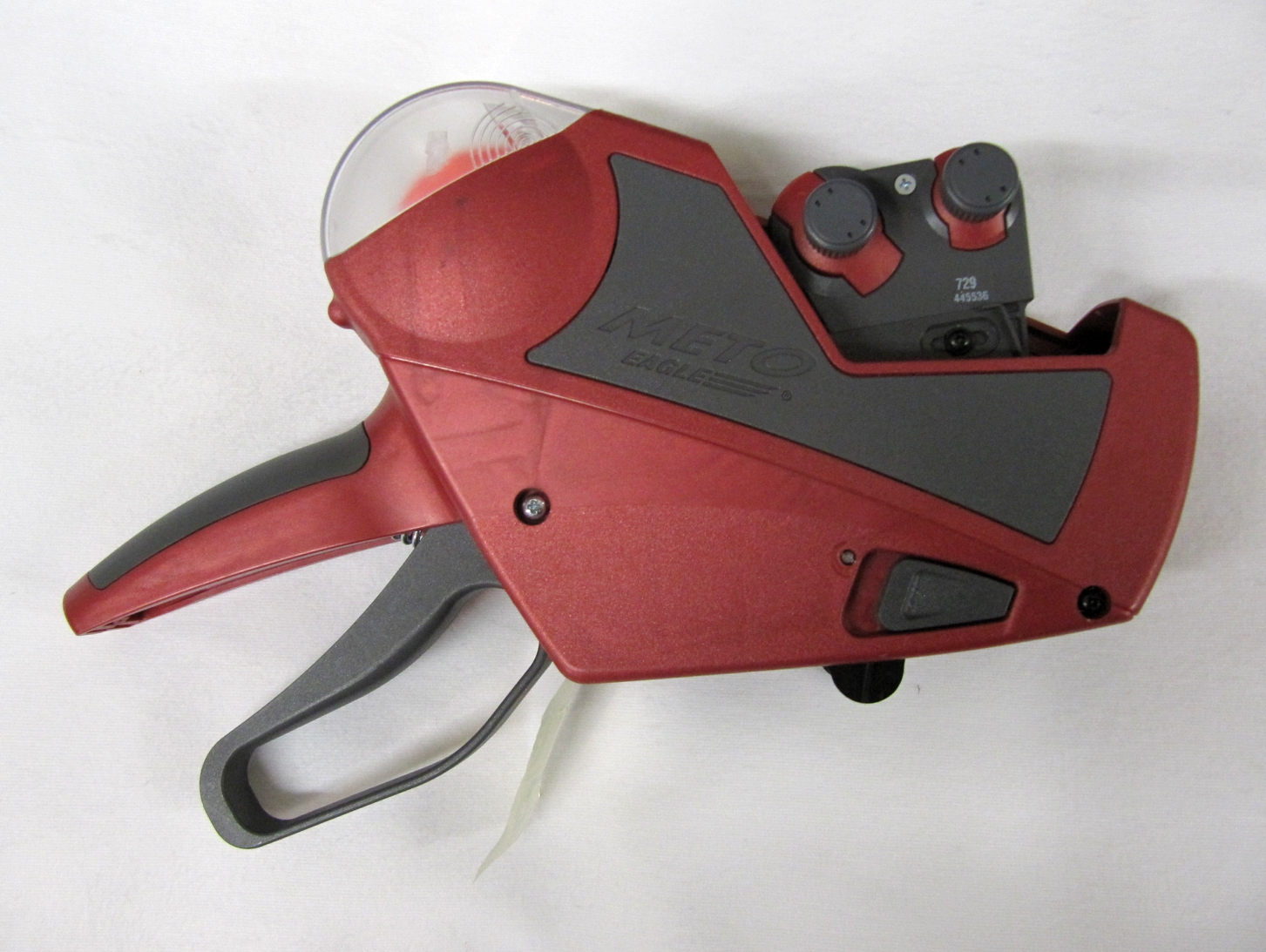
Marcador de preus "METO Eagle" per a etiquetes de preus autoadhesives en el comerç minorista

Es van desenvolupar i oferir diferents dispositius al sector no industrial, amb els quals es podien produir etiquetes autoadhesives individuals en petites quantitats. Amb els primers dispositius, les lletres de la paraula a crear es col·locaven una darrere l'altra i es transferien per pressió manual sobre una cinta de plàstic estable amb una capa adhesiva al dors, com una màquina d'escriure, és el cas de els marcadors de preu (vegeu imatge)

### Automàtics
Estan dissenyats per a un funcionament intensiu i continu en magatzems, centres de distribució i fàbriques. A més a més, les etiquetadores portàtils industrials estan dissenyades per a un funcionament intensiu in situ. Normalment són portàtils i vénen amb una funda rígida industrial. Exemples d'aplicacions són l'etiquetatge d'instal·lacions elèctriques, obres i tallers de producció sense ordinadors. Aquests estan dissenyats per automatitzar el procés d'etiquetatge. Aquests sistemes són habituals a les instal·lacions de fabricació i emmagatzematge que requereixen que les caixes i palets estiguin etiquetats per a l'enviament.

## Programes d'etiquetatge
S'executa en un ordinador personal de propòsit general i està dissenyat per crear i/o formatar etiquetes per a la impressió. El programari pot utilitzar "controladors natius" del sistema operatiu o incrustar controladors al programari, sense passar per alt el subsistema d'impressió del sistema operatiu. Pot funcionar amb etiquetadores dedicades tal com es descriu en aquest article, o utilitzar etiquetes de full o contínues en una impressora d'ordinador d'ús general.